# Pio Taofinu'u
Pio Taofinu'u, S.M. (1923 - 2006) là một Hồng y người Samoa của Giáo hội Công giáo Rôma. Ông từng đảm nhận vai trò Hồng y Đẳng Linh mục Nhà thờ S. Onofrio, Tổng giám mục đô thành Tổng giáo phận Samoa–Apia trong suốt 20 năm, từ năm 1982 đến năm 2002, trải qua nhiều lần đổi tên cũng như thăng cấp từ Giáo phận trở thành Tổng giáo phận.
Vốn là một giáo sĩ trong vai trò lãnh đạo giáo hội địa phương, ông từng đảm trách nhiều vai trò khác nhau trước khi tiến đến trở thành Tổng giám mục đô thành Samoa–Apia, như: giám mục chính tòa Giáo phận Apia (1968 - 1974), giám mục chính tòa Giáo phận Samoa and Tokelau (1974 - 1982), Tổng quản Công giáo Funafuti, Tuvalu (1982 - 1985), Giám quản Tông Tòa Giáo phận Samoa–Pago Pago (1982 - 1986), Tổng giám mục đô thành Tổng giáo phận Samoa–Apia and Tokelau (1982 - 1992). Ông được vinh thăng Hồng y ngày 5 tháng 3 năm 1973, bởi Giáo hoàng Phaolô VI.

## Tiểu sử
Hồng y Pio Taofinu'u sinh ngày 8 tháng 12 năm 1923 tại Falealupo, Samoa. Sau quá trình tu học dài hạn tại các cơ sở chủng viện theo quy định của Giáo luật, ngày 8 tháng 12 năm 1954, Phó tế Taofinu'u, 21 tuổi, tiến đến việc được truyền chức linh mục. Cử hành nghi thức truyền chức cho tân linh mục là giám mục Jean Baptiste Dieter, S.M., Đại diện Tông Tòa Hạt Đại diện Tông Tòa Archipelago of the Navigators, American Samoa. Tân linh mục là thành viên linh mục đoàn Dòng Thánh Maria.
Sau 14 năm thi hành các công việc mục vụ với thẩm quyền và cương vị của một linh mục, ngày 11 tháng 1 năm 1968, Tòa Thánh loan tin Giáo hoàng đã quyết định tuyển chọn linh mục Pio Taofinu'u, 55 tuổi, gia nhập Giám mục đoàn Công giáo Hoàn vũ, với vị trí được bổ nhiệm là giám mục chính tòa Giáo phận Apia. Lễ tấn phong cho vị giám mục tân cử được tổ chức sau đó vào ngày 29 tháng 5 cùng năm, với phần nghi thức chính yếu được cử hành cách trọng thể bởi 3 giáo sĩ cấp cao, gồm chủ phong là Tổng giám mục George Hamilton Pearce, S.M., Tổng giám mục đô thành Tổng giáo phận Suva, Fiji; hai vị giáo sĩ còn lại, với vai trò phụ phong, gồm có giám mục John Hubert Macey Rodgers, S.M., giám mục chính tòa Giáo phận Tonga và Giám mục Brian Patrick Ashby, giám mục chính tòa Giáo phận Christchurch. Tân giám mục chọn cho mình châm ngôn:TUUTUU I LE LOLOTO.
Bằng việc tổ chức công nghị Hồng y năm 1973 được cử hành chính thức vào ngày 5 tháng 6, Giáo hoàng Phaolô VI đưa ra quyết định vinh thăng Tổng giám mục Pio Taofinu'u tước vị danh dự của Giáo hội Công giáo, Hồng y. Tân Hồng y thuộc Đẳng Hồng y Linh mục và Nhà thờ Hiệu tòa được chỉ định là Nhà thờ Sant'Onofrio.
Ngày 10 tháng 8 năm 1974, Tòa Thánh cho đổi tên Giáo phận Apia thành Giáo phận Apia and Tokelau, danh hiệu của ông cũng thay đồi trở thành Giám mục chính tòa Apia and Tokelau. Chỉ hơn một năm sau, Giáo phận này lại được đổi trên, trở thành Giáo phận Samoa and Tokelau, chức danh chính thức của Giám mục Taofinu'u trở thành Giám mục chính tòa Samoa and Tokelau, kể từ ngày 3 tháng 12 năm 1975.
Bảy năm sau khi đổi tên, Tòa Thánh quyết định thăng Giáo phận Samoa and Tokelau lên thành Tổng giáo phận đô thành, đồng thời đổi tên một lần nữa trở thành Tổng giáo phận Samoa–Apia and Tokelau. Chức vụ của Giám mục Taofinu'u cũng được Tòa Thánh tái xác nhận là Tổng giám mục đô thành Samoa–Apia and Tokelau. Thông tin trên được công bố vào ngày 10 tháng 9 năm 1982. Chưa dừng lại ở đó, khoảng gần 10 năm sau, Tổng giáo phận lại quyết định đổi tên, trở thành Tổng giáo phận Samoa–Apia, danh hiệu của ông cũng biến chuyển tương đương.
Ngoài nhiệm vụ chính tại giáo phận được bổ nhiệm, ông còn kiêm nhiệm thêm nhiều vai trò khác nhau như Tổng quản Công giáo Funafuti, Tuvalu, từ ngày 10 tháng 9 năm 1982 đến tháng 9 năm 1985 và Giám quản Tông Tòa Giáo phận Samoa–Pago Pago, từ ngày 10 tháng 9 năm 1982, đến tháng 6 năm 1986.
Ngày 16 tháng 11 năm 2002, Tòa Thánh chấp thuận đơn hồi hưu của ông, vì lý do tuổi tác, theo Giáo luật. Ông qua đời ngày 20 tháng 1 năm 2006, thọ 83 tuổi.